# Посёлок совхоза Петровский
совхо́за Петро́вский — посёлок Добринского района Липецкой области. Центр Петровского сельсовета.

## История
В 1770-е годы князь Пётр Иванович Гагарин основал на реке Чамлык деревню. Она стала называться Петро́вкой (ныне Новопетровка). В то же время он начал строить неподалёку хутор, который в конце XVIII века стал называться так же Петровским.
В XIX веке хозяйство принадлежало графу А. А. Давыдову-Орлову. Здесь он занимался производством сахарной свёклы. Она доставлялась на Ново-Покровский сахарный завод Тамбовской губернии в посёлке Новопокровка, а через некоторое время Давыдов-Орлов решил построить туда узкоколейную железную дорогу. Движение было открыто в начале XX века. В хуторе Петровском была станция Треугольник, рядом находилась водонапорная башня.
13 июня 1918 года на базе хозяйства графа Давыдова-Орлова был создан совхоз «Петровский». Он занимался производством сахарной свеклы и свеклосемян. Перед Великой Отечественной войной узкоколейку продлили до поселка совхоза. По узкоколейке возили не только свёклу, но и хлеб, подсолнечный жмых и жом.
До 1937 года совхоз носил имя И. М. Варейкиса. В 1962 году совхозу присвоили звание коллектива коммунистического труда.
В 1950-х годах большинство сахарных заводов начало переходить на автовывозку, и через несколько лет узкоколейка была разобрана.
В поселке открыт первый в области ипподром.
Центральная усадьба совхоза — посёлок совхоза Петровский — получил такое название в 1968 году.

## Население
| 2010 |
| ---- |
| 1304 |

## Известные жители и уроженцы
- Ива́н Плато́нович Воло́вченко — директор совхоза «Петровский» (1951—1963), министр сельского хозяйства СССР (1963—1965).
- Демидов, Валентин Валентинович (р. 1976) — глава администрации Симферополя (2021—2022), глава администрации Белгорода (с 17 января 2023 года).
- Ксёнз, Иван Павлович (1911—1996) — Герой Социалистического Труда, директор совхоза «Петровский» (1963—1980).
- Нартова, Александра Герасимовна (1934—2004) — Герой Социалистического Труда, работала в совхозе сезонной рабочей[6].
- Орлов-Давыдов, Алексей Анатольевич (1871—1935) — член IV Государственной думы от Калужской губернии, землевладелец, промышленник, благотворитель.
- Орлова-Давыдова, Мария Яковлевна[7] (1863—1933) — артистка театра М. В. Лентовского (1880—1890), Александринского (1890—1898), Малого (1898—1900) театров; вторая жена А. А. Орлова.

## Объекты культурного наследия
- Ансамбль усадебный гр. Орловых-Давыдовых (II пол. XIX в.): 1) дом управляющего памятник архитектуры (вновь выявленный объект) 2) общежитие памятник архитектуры (вновь выявленный объект) 3) амбар памятник архитектуры (вновь выявленный объект) 4) амбар памятник архитектуры (вновь выявленный объект) 5) амбар памятник архитектуры (вновь выявленный объект)[8]